# Cap (géographie)
Pour les articles homonymes, voir Cap.

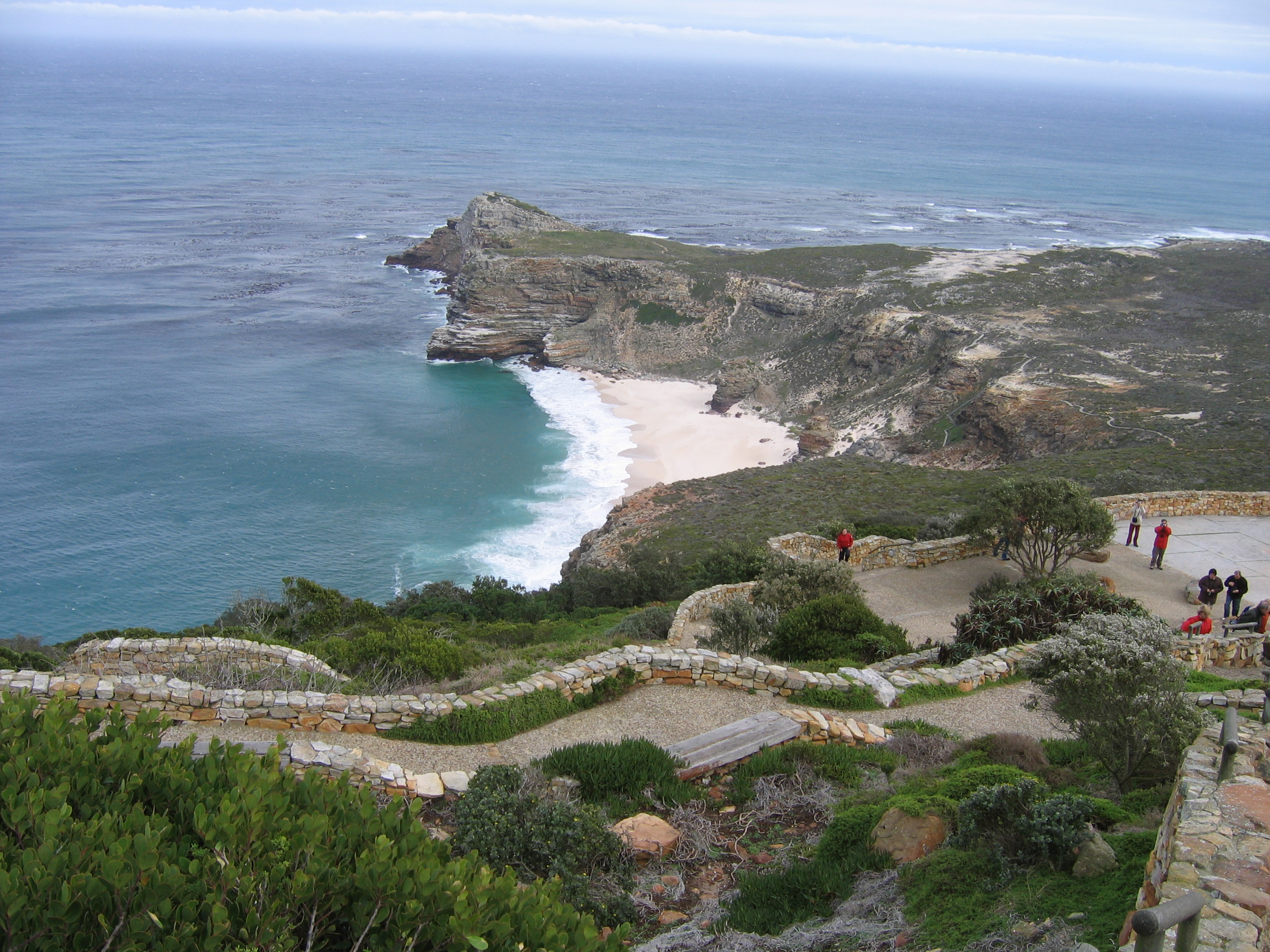
Le cap de Bonne-Espérance.

Un cap ou une pointe est une avancée des terres dans une étendue d'eau et constituant une proéminence du littoral. 
Le relief inverse au cap, c'est-à-dire une avancée de l'eau — de mer le plus souvent — à l'intérieur des terres, est la baie ou le golfe, mais aussi des cas particuliers de bras de mer comme la calanque, le fjord, le loch, la rade, la ria, l'aber, soit toutes les formes d'échancrure du littoral. Souvent, le relief du cap et son contre-relief de la baie se suivent de manière proche et alternent au long du littoral. 
Le cap, généralement élevé et massif, est le plus souvent distingué de la pointe, moins élevée.

## Étymologie
Cap est un mot occitan signifiant « tête », « extrémité » [venu de l'ancien provençal au Xe siècle à partir du latin cǎpǔt (« tête »),]. Mots qui ont aussi donné « chef » (comme dans « couvre-chef ») et qu'on ne trouve plus dans le sens de "tête" que dans l'expression « de pied en cap » (des pieds à la tête). 
Au sens de « pointe de terre qui s’avance dans la mer », le mot « cap » est au XIVe siècle un nouvel emprunt à l'ancien provençal cette fois au sens d'« extrémité », d'où provient aussi l'emploi dès le XVIe siècle de « cap » dans le vocabulaire de la marine, puis plus tard de l'aviation, au sens de « direction de l'avant, de la tête, de la proue vers une pointe » (comme dans « mettre le cap sur... », « tenir son cap »).   

## Formation
Les caps maritimes actuels se sont formés au cours de la stabilisation du niveau de la mer à la fin de la dernière glaciation. En effet, l'érosion provoquée par les vagues et les courants marins ont érodé les zones tendres des côtes et dégagé les zones plus résistantes qui ont alors formé des caps. D'autres caps sont composés de sédiments meubles, le plus souvent du sable ou des alluvions, qui sont déposés par les courants marins selon le même processus que pour les tombolos.

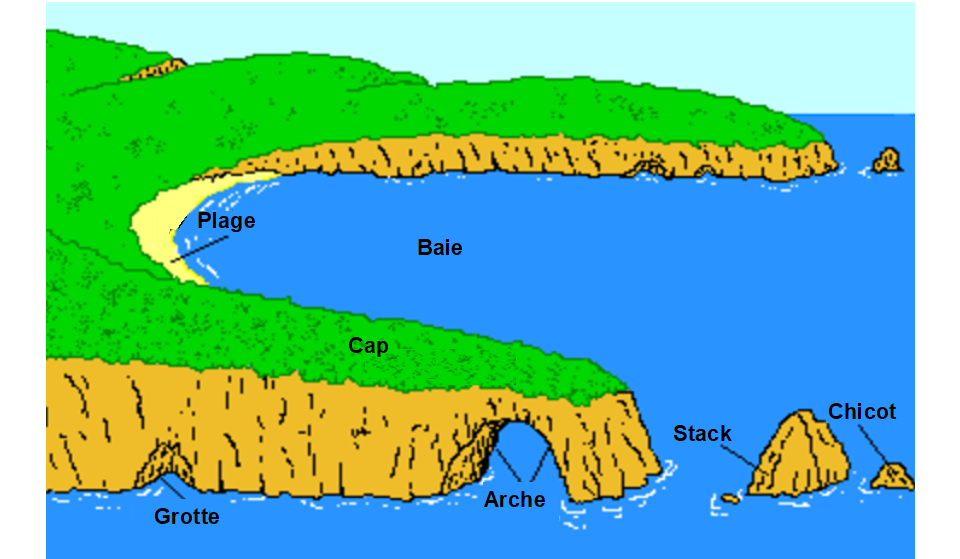
Diagramme illustrant l'érosion des caps, les grottes évoluant en arche puis en stack et en chicot  (voir la section Géomorphologie).
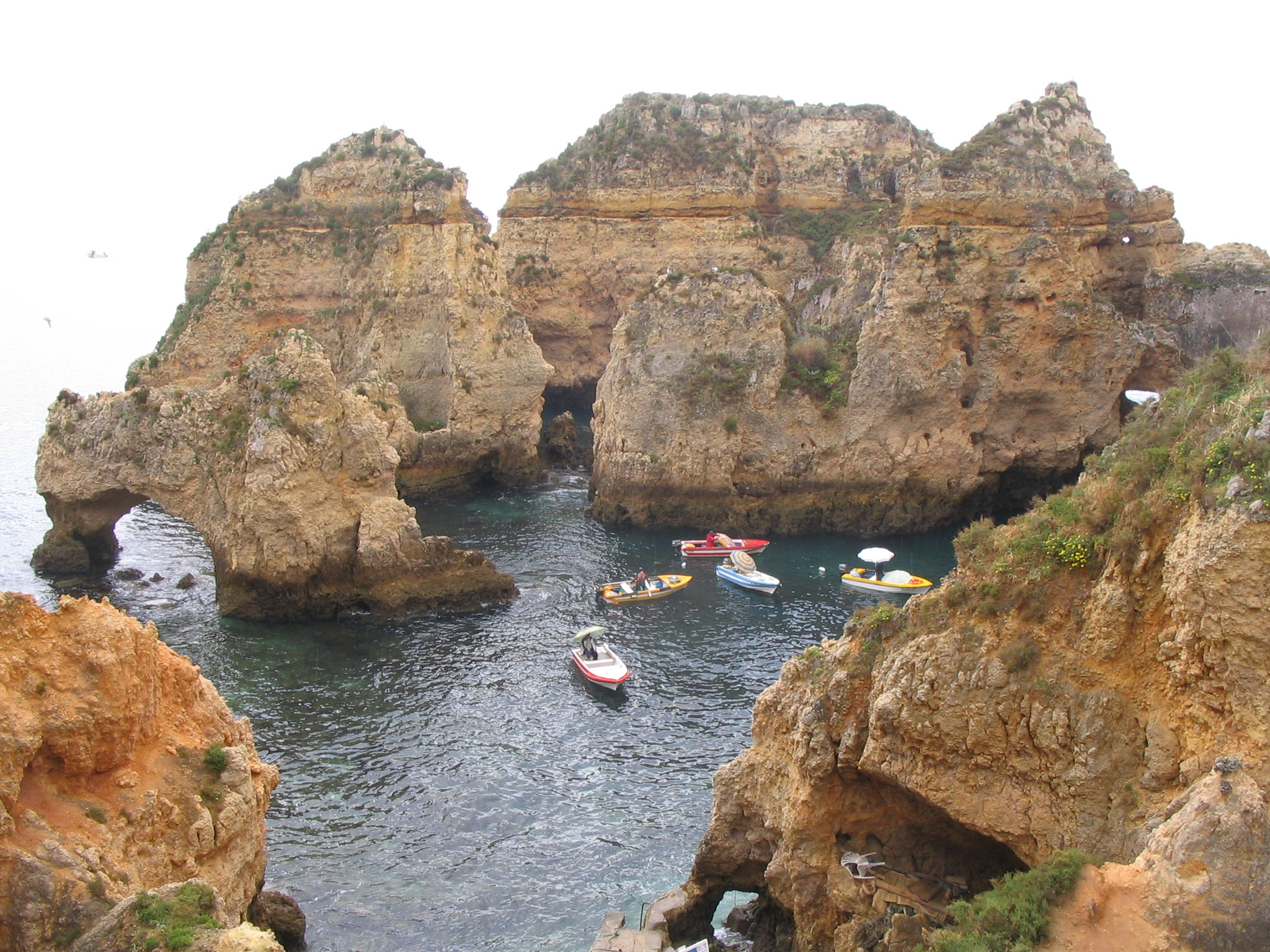
Arches naturelles de Ponta da Piedade au sud du Portugal.
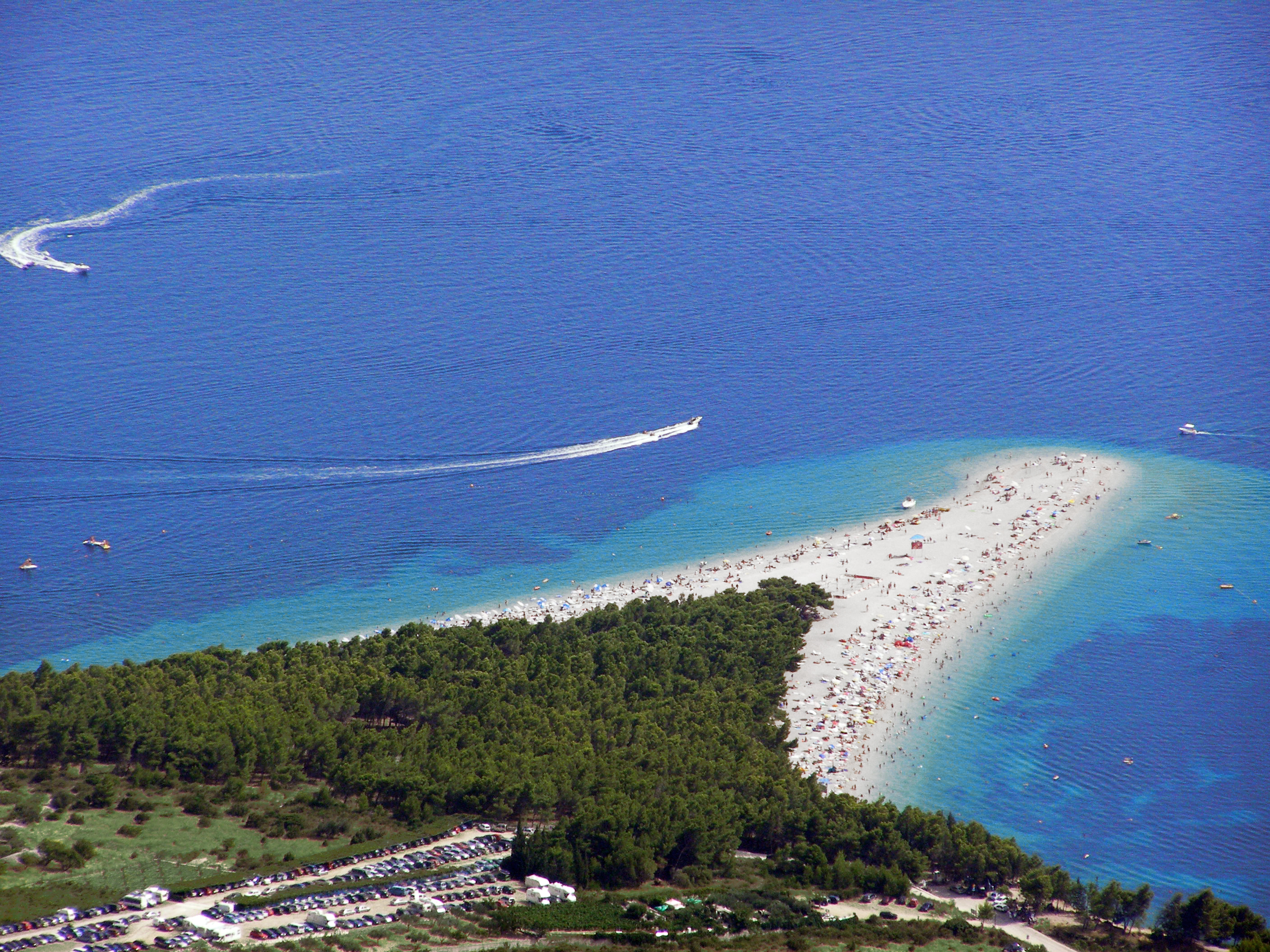
La plage de Zlatni Rat sur l'île de Brač en Croatie formant un cap composé de sable.

## Exemples de caps

### Autour duGlobe
Les caps les plus célèbres, historiquement et géographiquement, sont probablement les trois grands caps qui marquent le sud des trois continents des terres australes, (et qui ponctuent la circumnavigation des courses à voile autour du monde), à savoir (de plus en plus loin vers le sud) : 
- le cap de Bonne-Espérance en Afrique,
- le cap Leeuwin en Australie
- et le cap Horn en Amérique du Sud, point le plus au sud d'Amérique et de toutes les terres habitées avant l'Antarctique.

Bien qu'il soit situé sur une île (éponyme) de l'archipel de Terre de Feu, le cap Horn est considéré comme l’extrême pointe sud du continent américain. D'ailleurs, les côtes continentales d'Amérique du Sud, tout autant découpées que celles du chapelet d'îles de l'archipel, sont toutes proches, juste de l'autre côté du très étroit détroit de Magellan. 
Il faut noter aussi que les deux premiers, quoique plus célèbres que leurs voisins, ne représentent pas (comme le fait le Horn) l'extrême pointe sud de leurs continents respectifs : la pointe sud de l'Afrique n'est pas le cap de Bonne-Espérance, mais le cap des Aiguilles, qui marque la "frontière" entre les océans Atlantique et Indien, et qui est situé à 149 km au sud-est du cap de Bonne-Espérance. Le cap Leeuwin quant à lui est à la pointe sud-ouest de l'Australie, mais la pointe la plus méridionale d'Australie est, au sud-est, South Point au bout de la péninsule Wilson dans l'État de Victoria.     

Cap(s) au sud
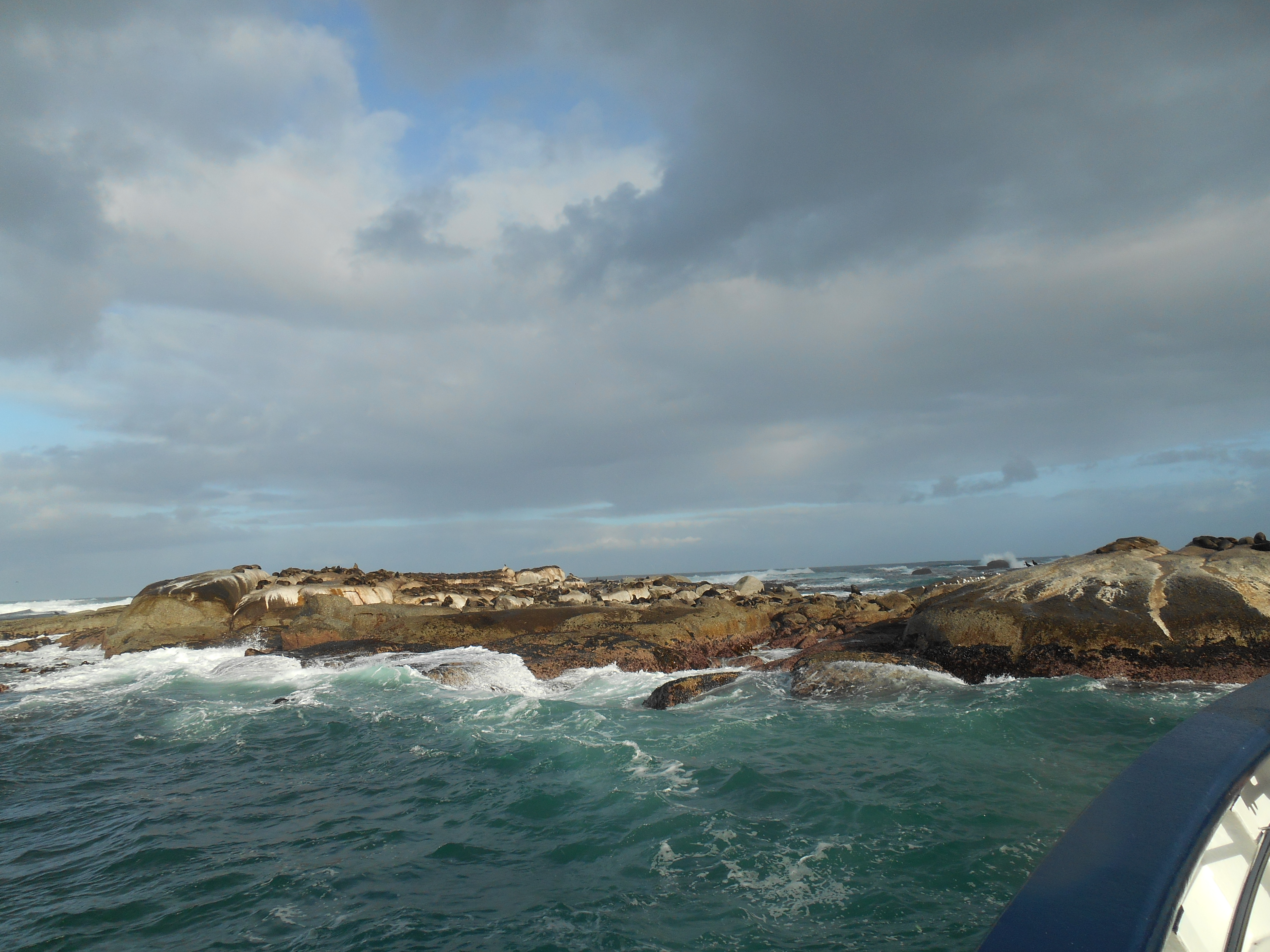
Le cap de Bonne-Espérance et ses « habitants » : phoques, otaries, oiseaux marins.
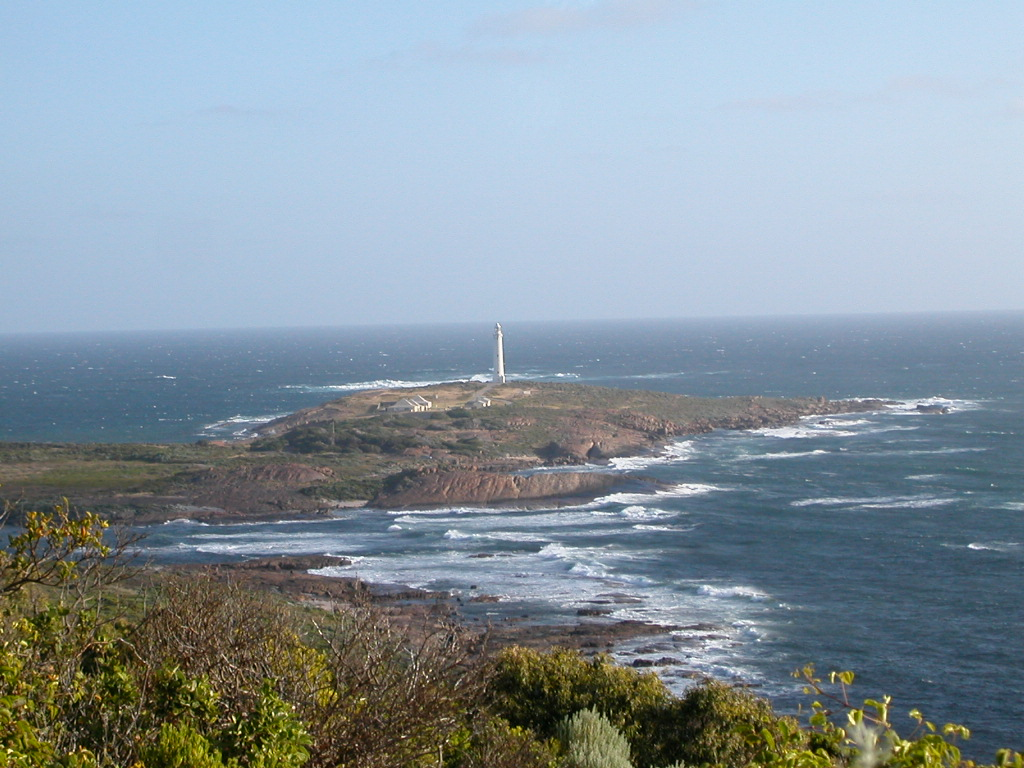
Panorama du cap Leeuwin.
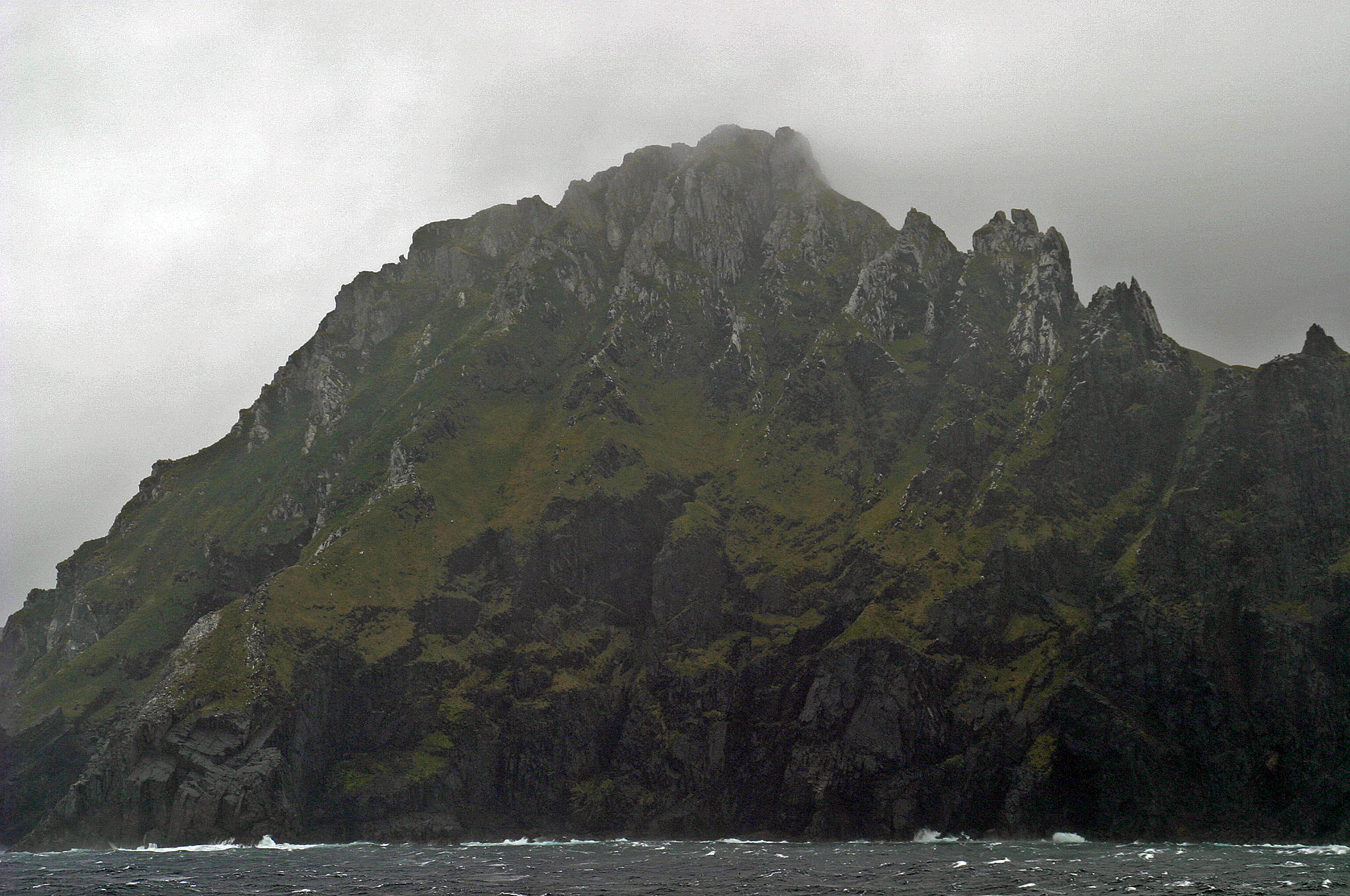
Le Horn, fameux « cap des tempêtes » redouté par tous les marins.

Un cap significatif est aussi le cap Saint-Vincent (Cabo de São Vicente en portugais), en Algarve, qui représente la pointe extrême sud-ouest du Portugal et donc de tout le continent eurasiatique. 
Un autre cap portugais est plus à l'ouest encore que lui mais pas au sud : c'est le Cabo da Roca, près de Lisbonne, point le plus occidental d'Europe continentale. 

Sud et ouest d'Europe
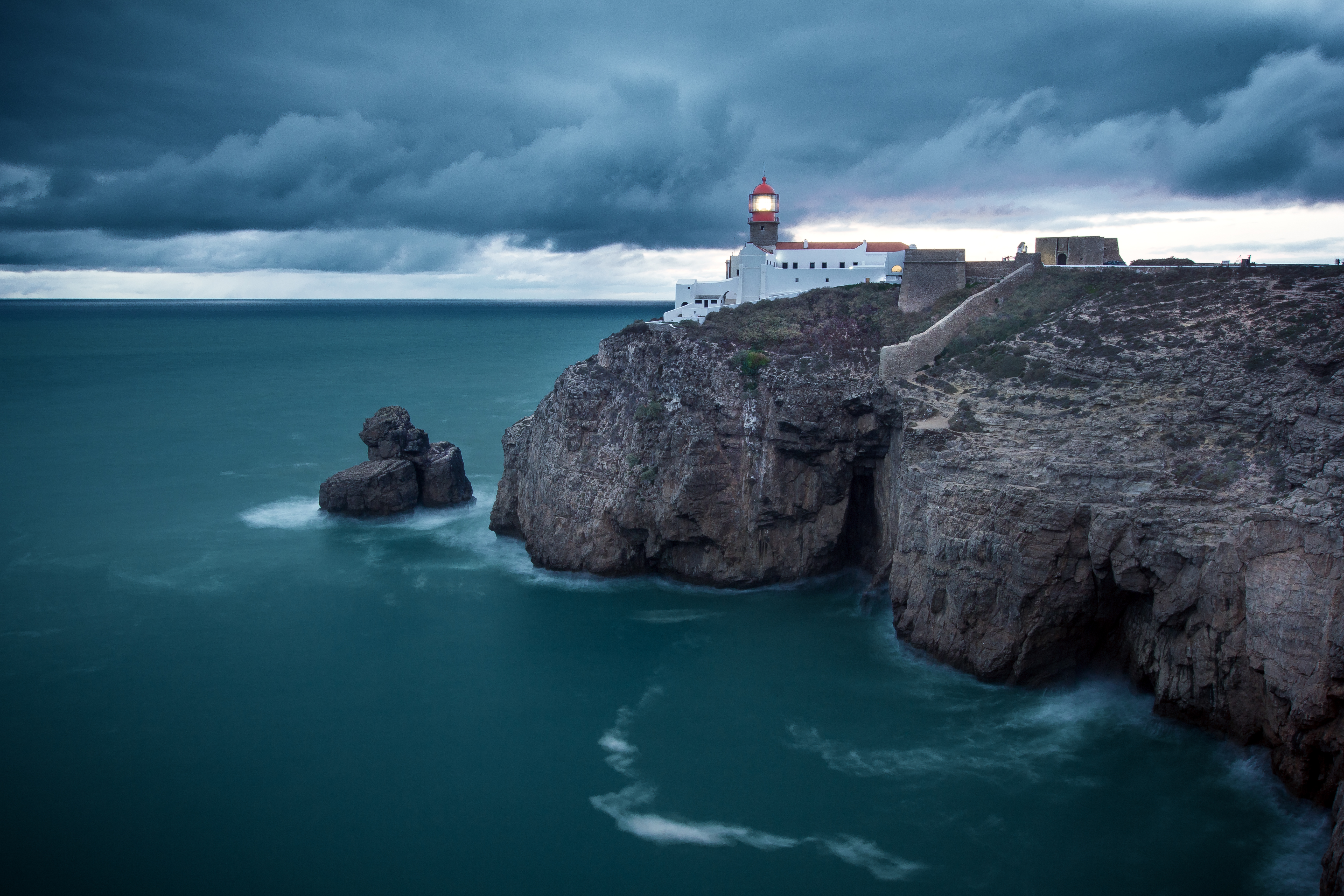
Le cap Saint-Vincent avec son phare par temps couvert. En avant sur la gauche on voit bien l’îlot de son stack, ou « éperon d'érosion marine ».
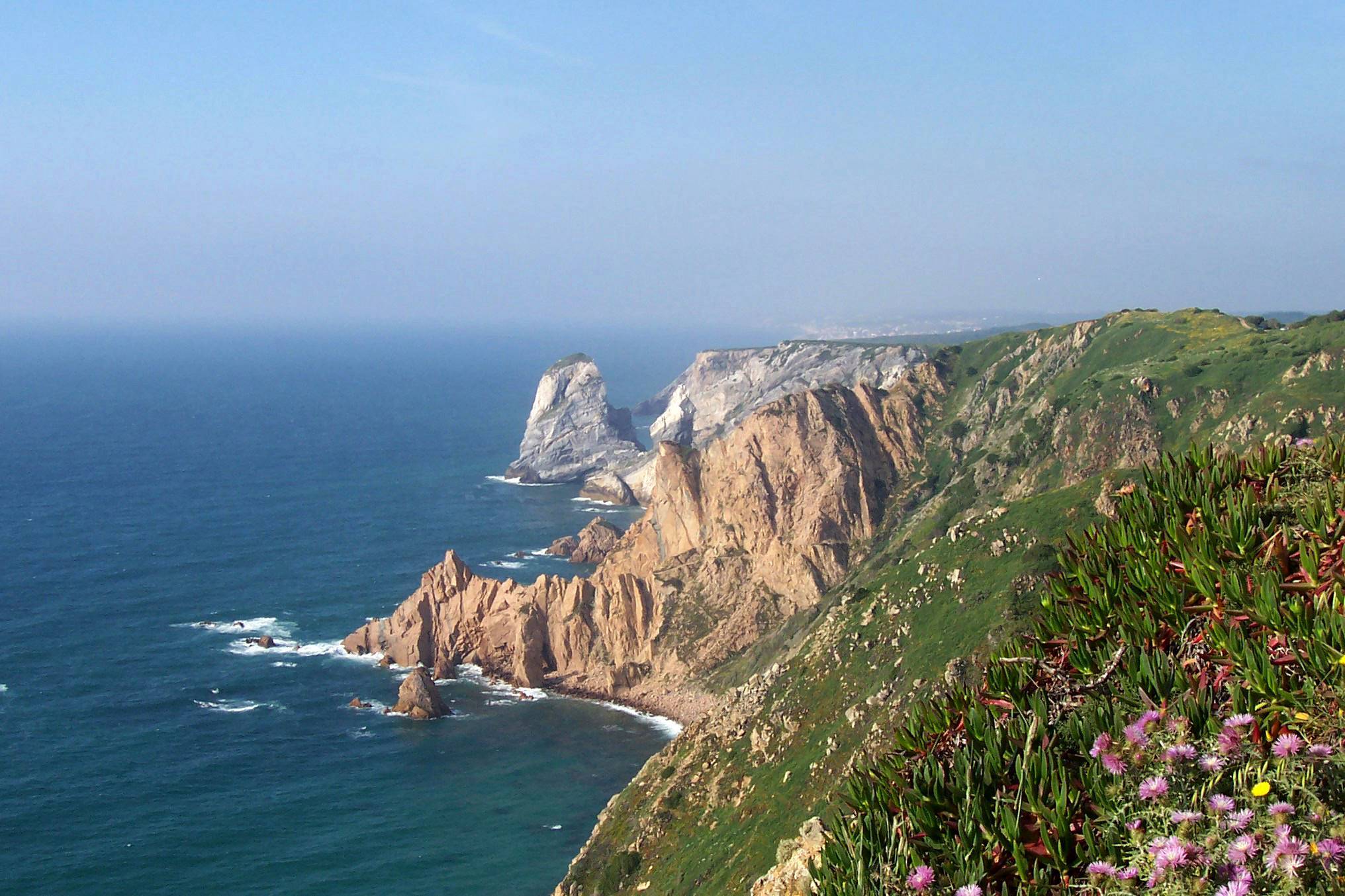
Le Cabo da Roca, l'extrême occident de l'Europe.
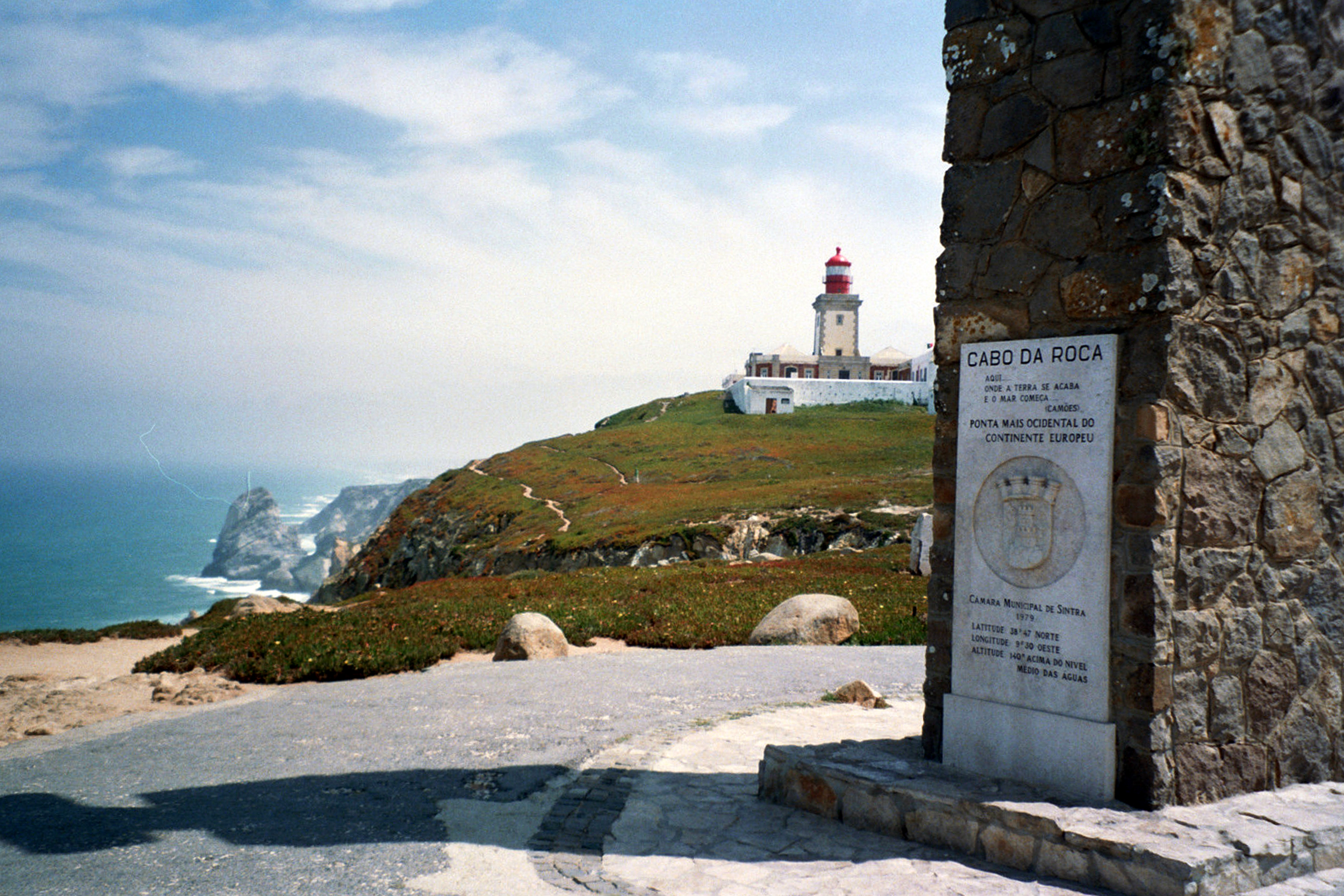
Le Cabo da Roca, son phare, son monument.

À l'opposé, à l'extrême pointe nord-ouest de la péninsule ibérique, en Galice, on trouve deux caps emblématiques et historiques : le cap Finisterre, au nom parlant de « fin de la terre » (du latin finis terrae, comme le département français du Finistère), et le cap Touriñan, qui est le point le plus occidental d'Espagne continentale, et le deuxième point le plus occidental d'Europe après le Cabo da Roca portugais. À ce titre, ces trois caps, avec le cap Saint-Vincent, voient les crépuscules les plus tardifs d'Europe. 
Cette côte de la Province de La Corogne, souvent enveloppée de brouillard l'hiver, qui connaît un intense trafic maritime et dont la navigabilité est inconstante, a été le théâtre de nombreux naufrages dont celui du Capitan Monitor en 1870, qui  emporta dans la mort 482 membres de son équipage ; ou celui du HMS Serpent (navire) (es), en 1890, où sont morts 172 marins anglais pourtant tout près de la côte, à quelques mètres du salut. Ainsi on compte pas moins de 3 000 naufrages inventoriés et documentés en Galice, soit la plus grande quantité au monde. Elle a vu aussi, du XVIe siècle au XIXe siècle, plusieurs batailles navales. C'est probablement pour ces raisons que cette côte a reçu le surnom éloquent de Côte de la Mort (es), a Costa da Morte en galicien.

En Galice
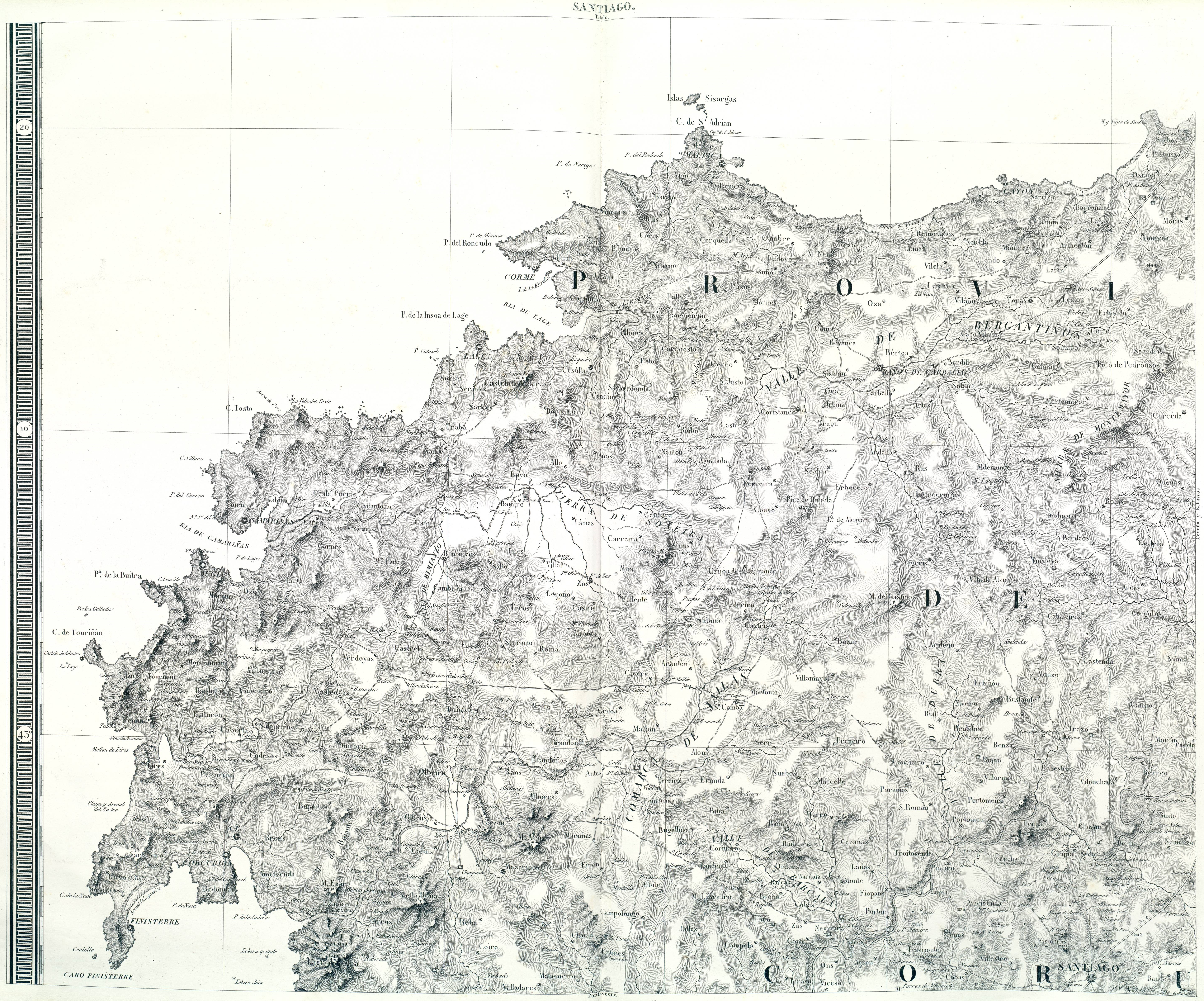
La côte galicienne tourmentée ou « Côte de la Mort». Le cap Finisterre et le cap Touriñan sont vers le bas à gauche de la carte, bien visibles à l'agrandissement.
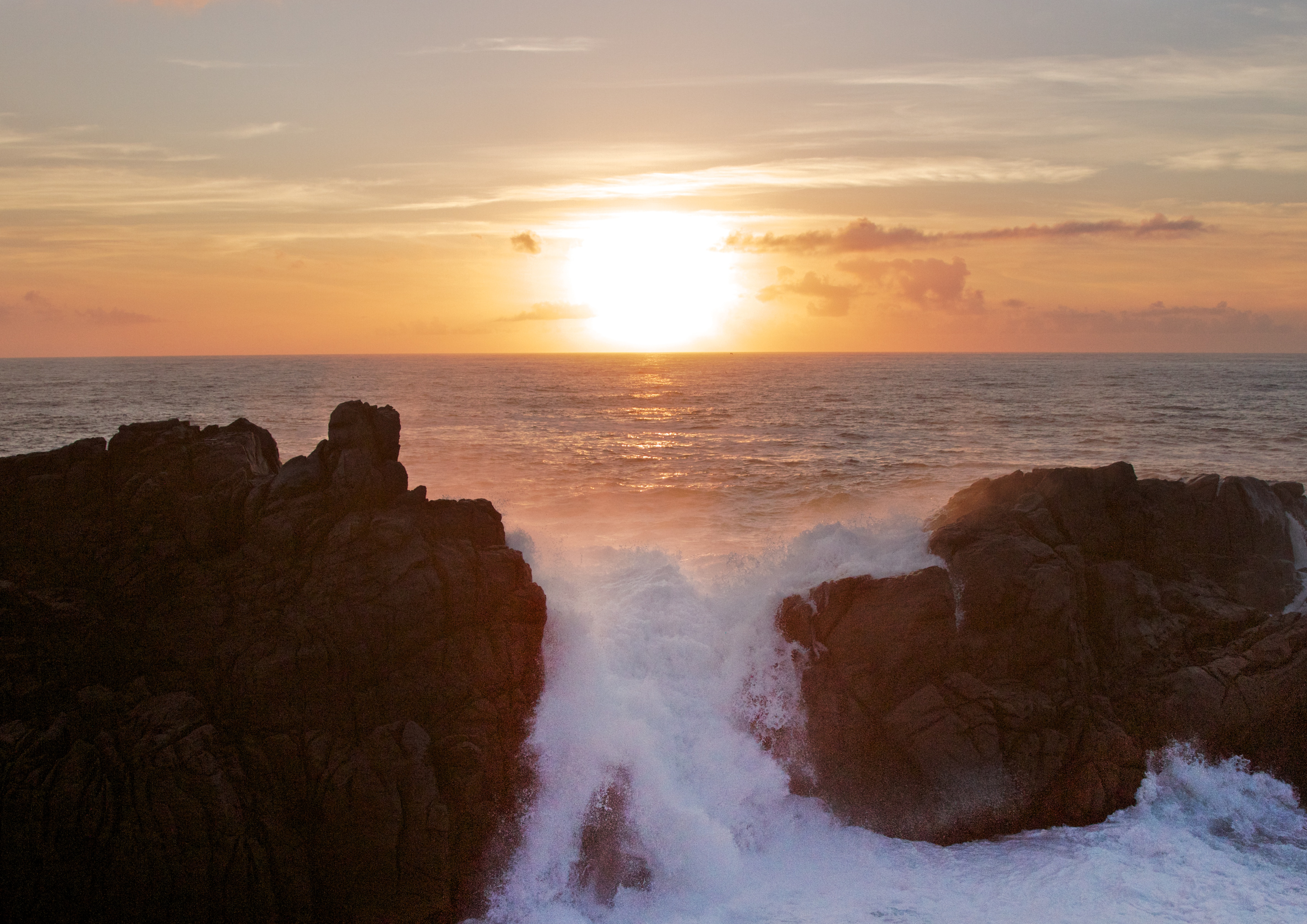
Vague se brisant sur les rochers du cap Touriñán, et l'un des ultimes couchers de soleil d'Europe.
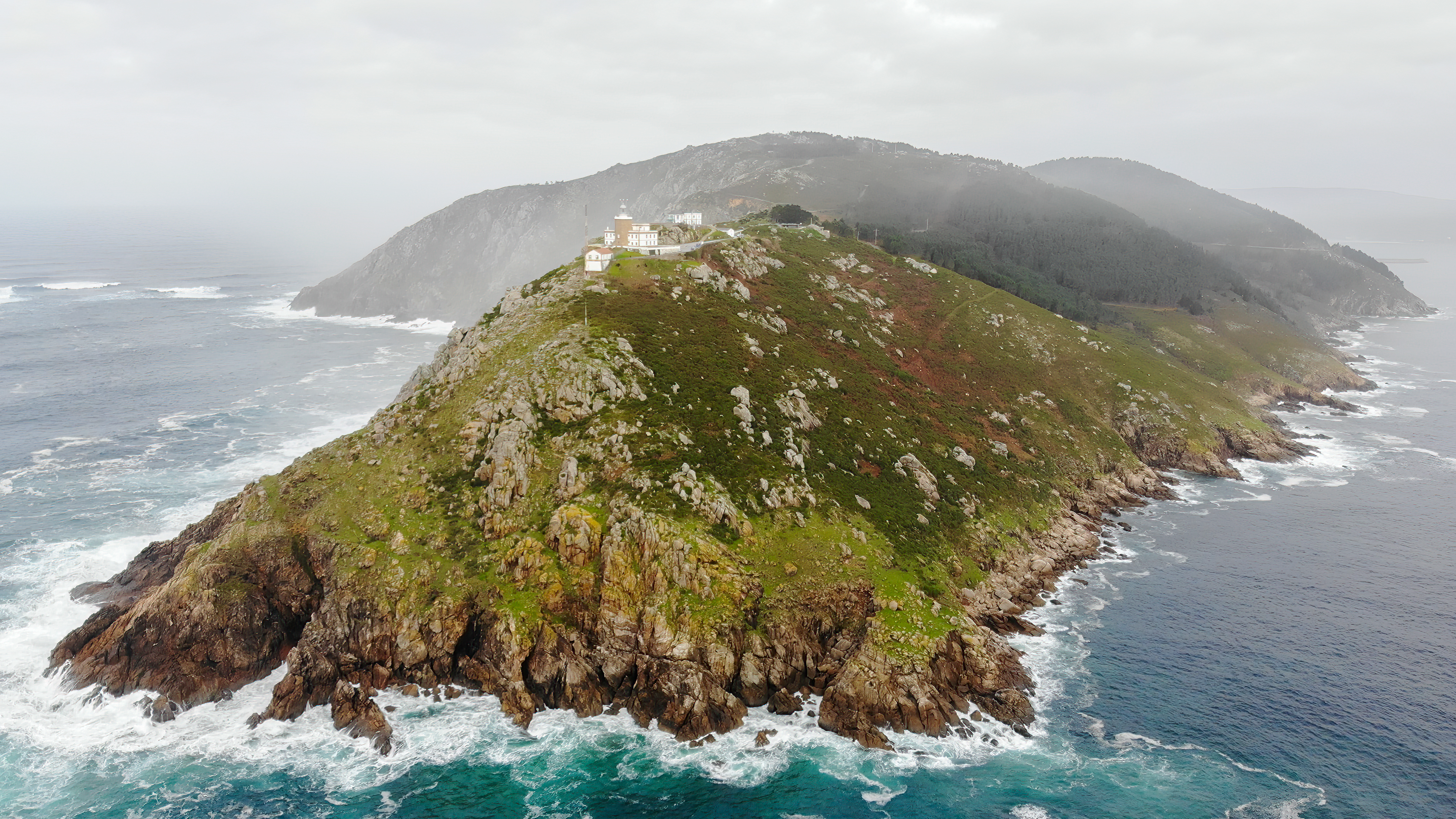
La presqu'île du cap Finisterre avec son phare, vue depuis le sud.

### En France
Quelques-uns des caps notables de France métropolitaine sont par exemple, du nord au sud : 
- Le cap Gris-Nez qui forme avec le cap Blanc-Nez le Grand site des Deux Caps dans le Pas-de-Calais. De plus, le cap Gris-Nez est le point du territoire français (et de toute l'Europe continentale) le plus proche des côtes anglaises.
- Le cap de la Hague au sens strict, à Auderville dans la péninsule du Cotentin.
- Le cap Sizun avec sa pointe du Raz formant l'extrémité occidentale de la Cornouaille (et de la France) en Bretagne.
- Et, en Méditerranée :
  - Le cap Croisette, qui marque la pointe extrême sud-ouest de Marseille dans le quartier des Goudes et le début du parc naturel national des Calanques de Marseille.
  - Le cap Canaille et le Bec de l'Aigle, pointes initiale et finale des hautes falaises Soubeyranes qui bordent la Baie de Cassis et la séparent de la Baie de La Ciotat dans les Bouches du Rhône.
  - Le cap Sicié, qui représente avec la presqu'île de Giens le point le plus au sud de la Provence maritime dans le Var.
  - Le cap Corse, tout au nord de « l'Île de Beauté ».

Caps de France, du nord au sud
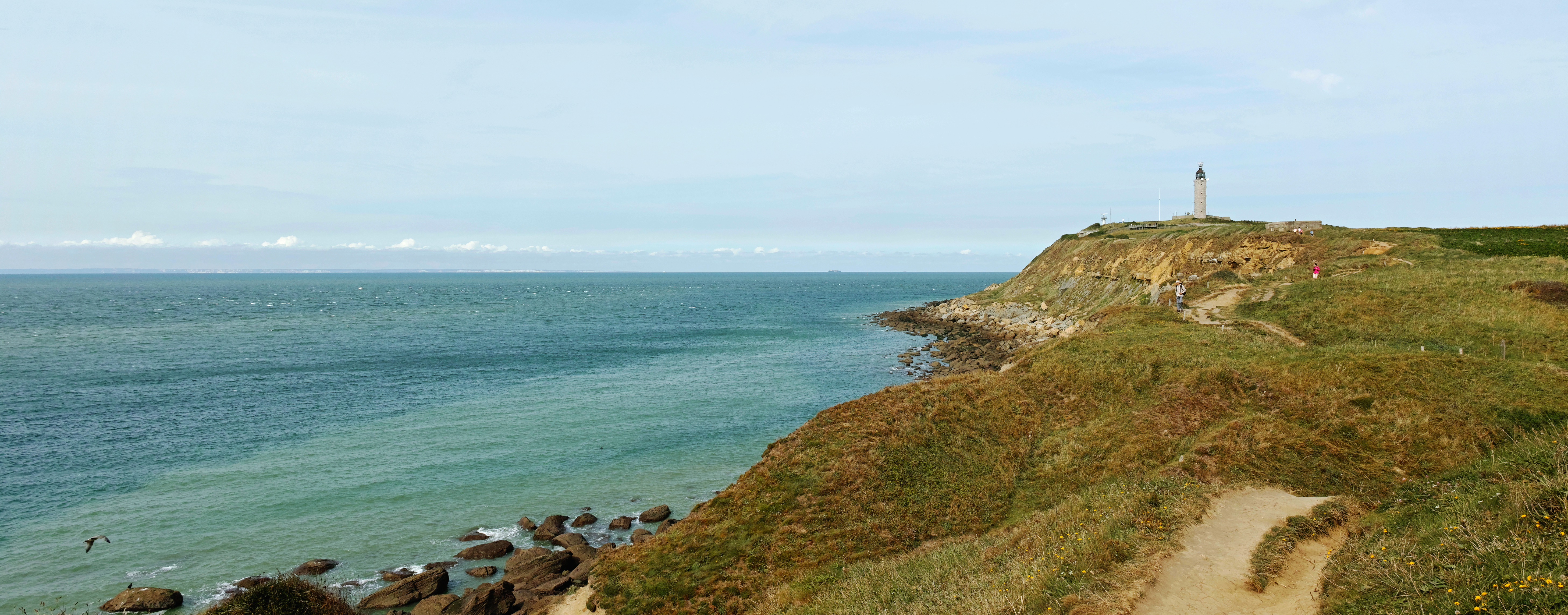
Cap Gris-Nez. Côtes anglaises à l'horizon.
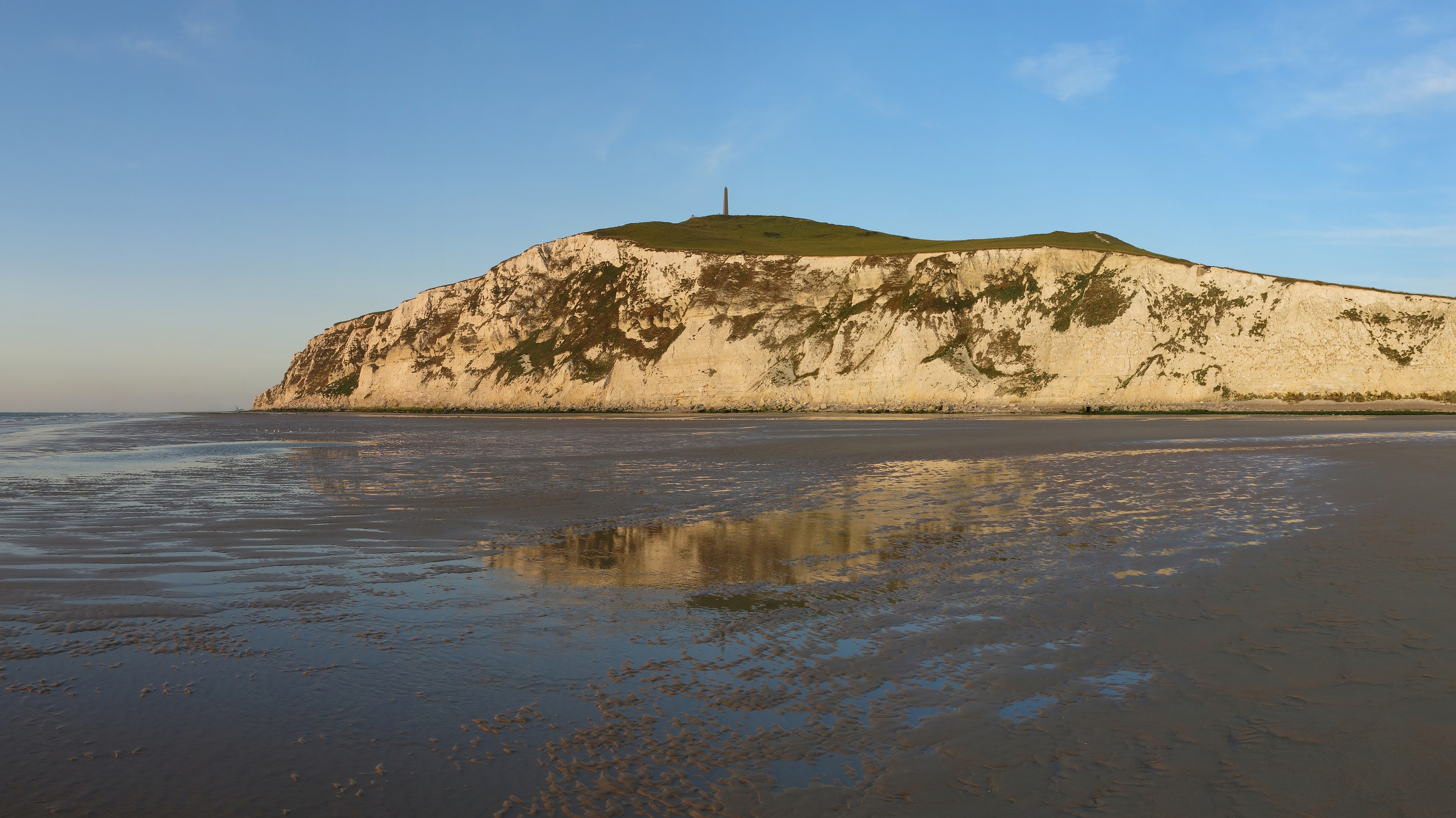
Cap Blanc-Nez.

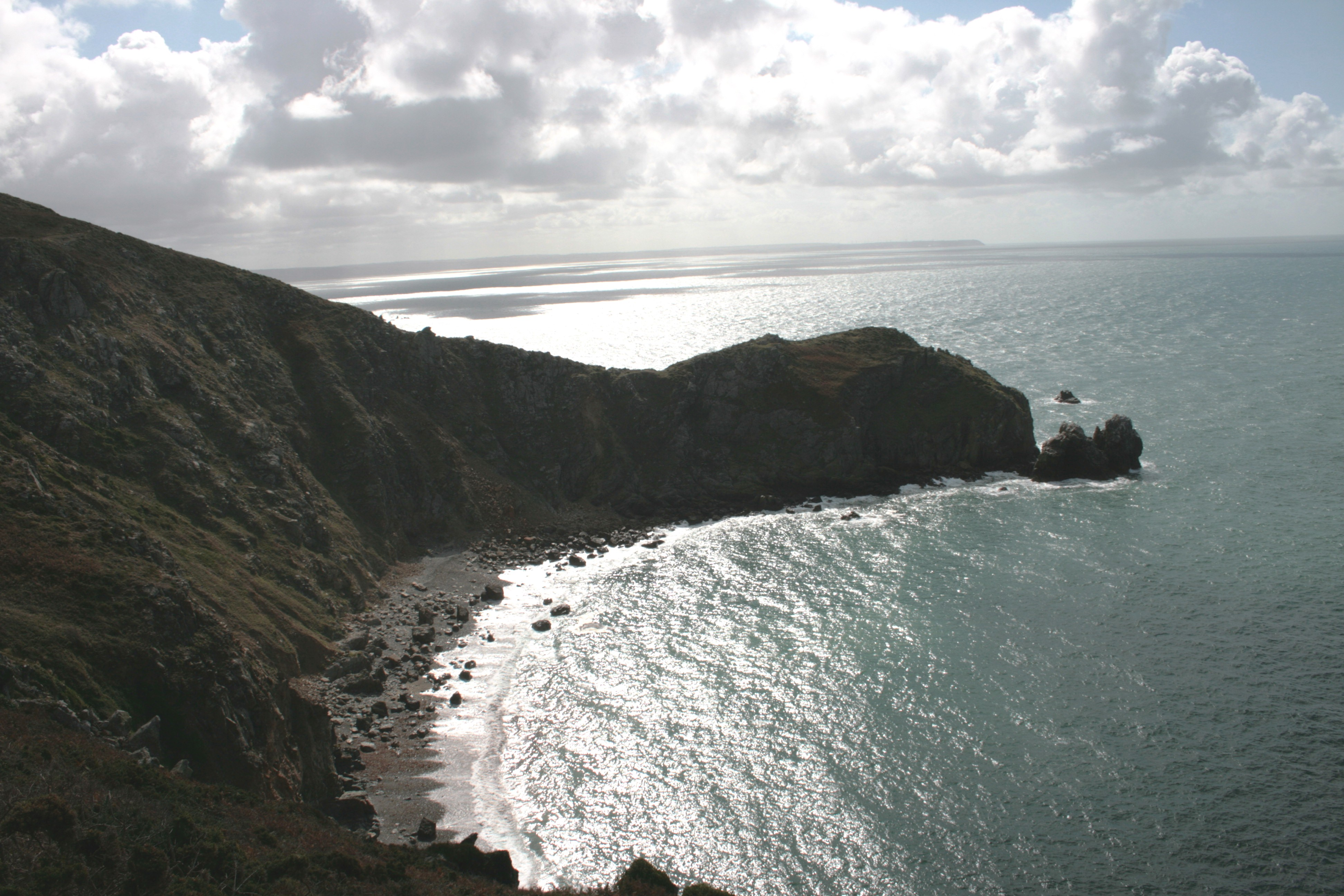
Cap de la Hague.
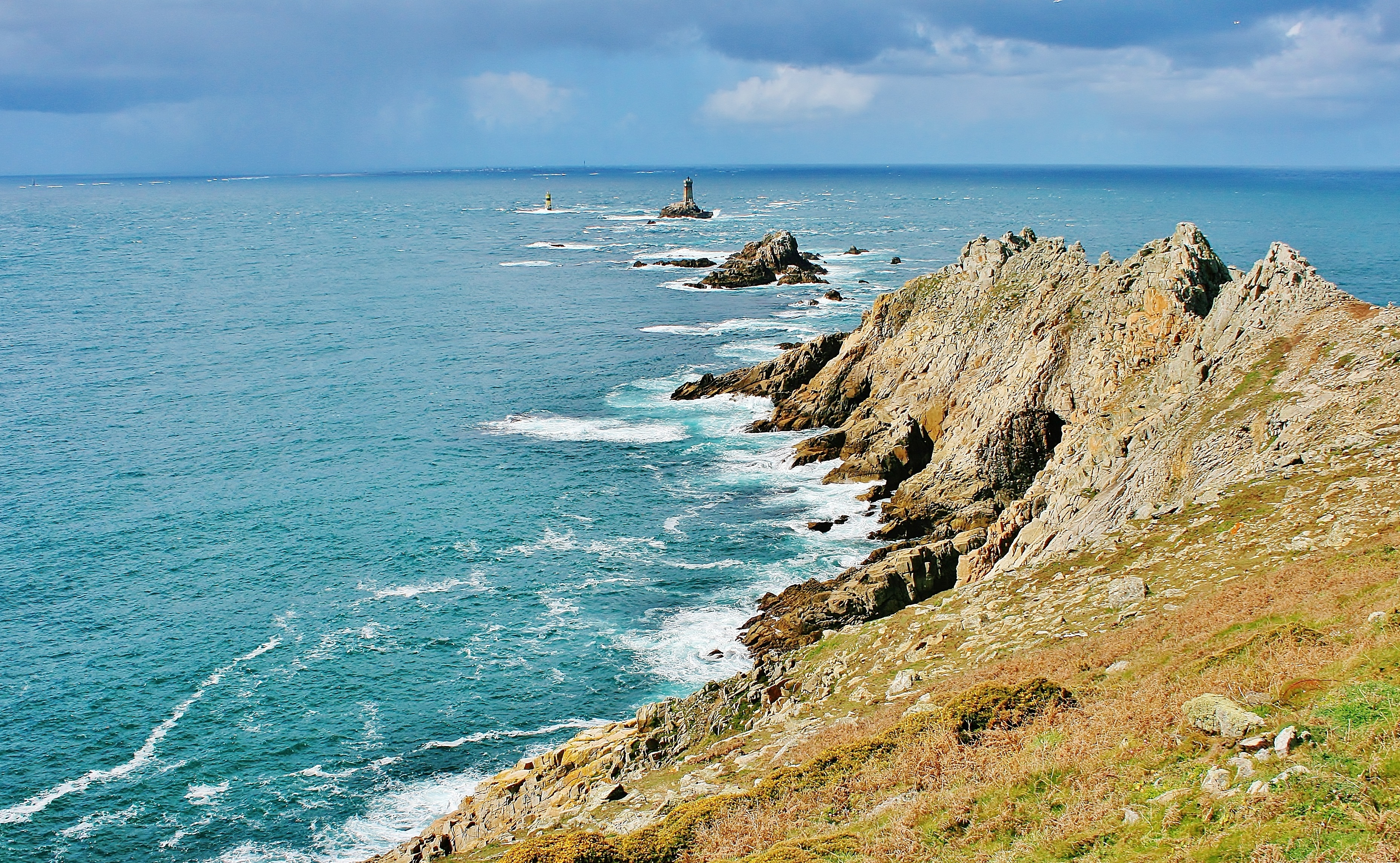
Pointe du Raz, extrême ouest de la France.

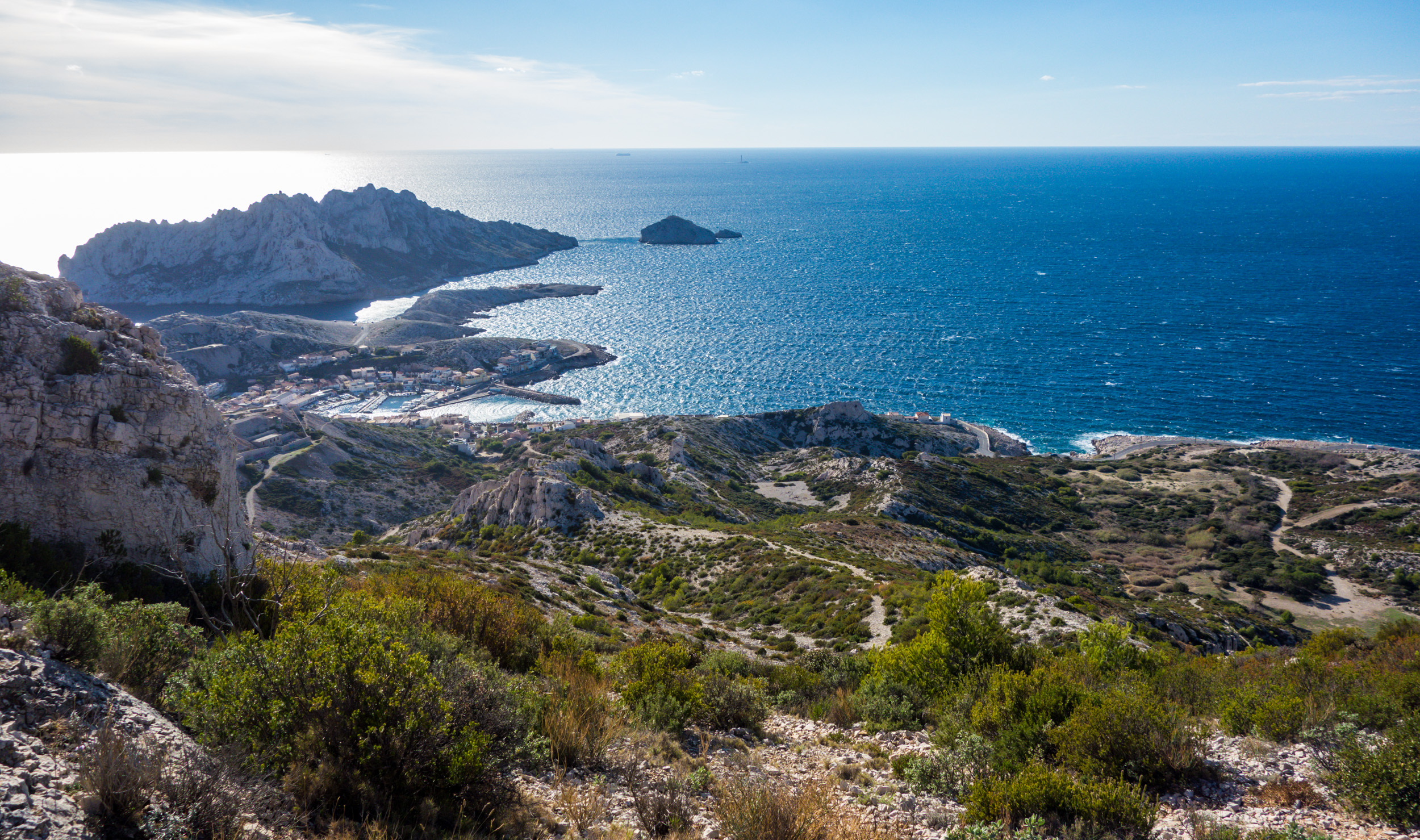
Vue depuis le massif de Marseilleveyre, sur la gauche et successivement de l’avant-plan à l’arrière-plan : rocher Saint Michel, port des Goudes sa digue et son éperon, pointe du cap Croisette, île Maïre, île Tiboulen.
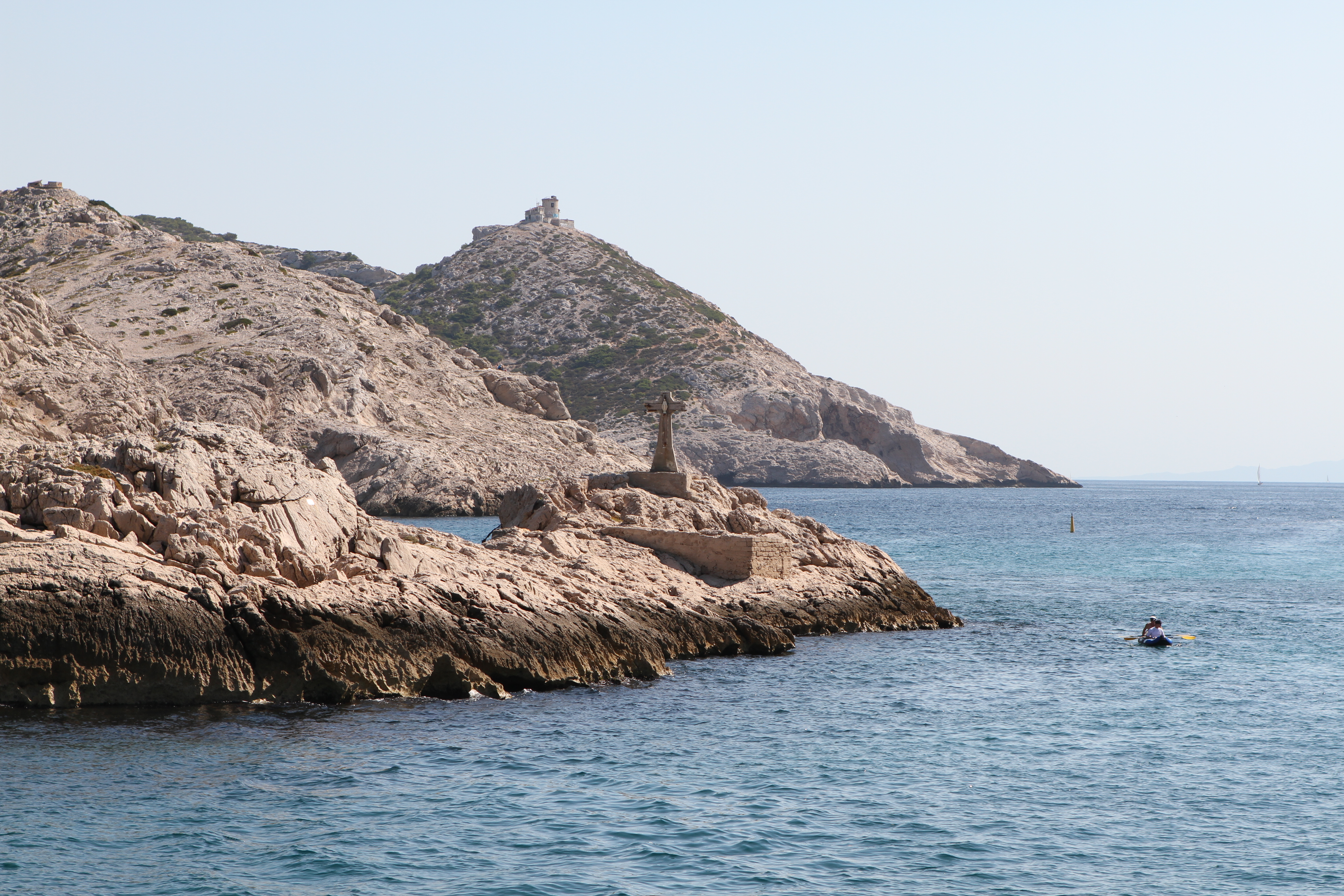
Au premier plan : cap Croisette avec sa croix. Deuxième plan : île Maïre. Troisième plan : colline et ancien sémaphore de la Calanque de Callelongue.

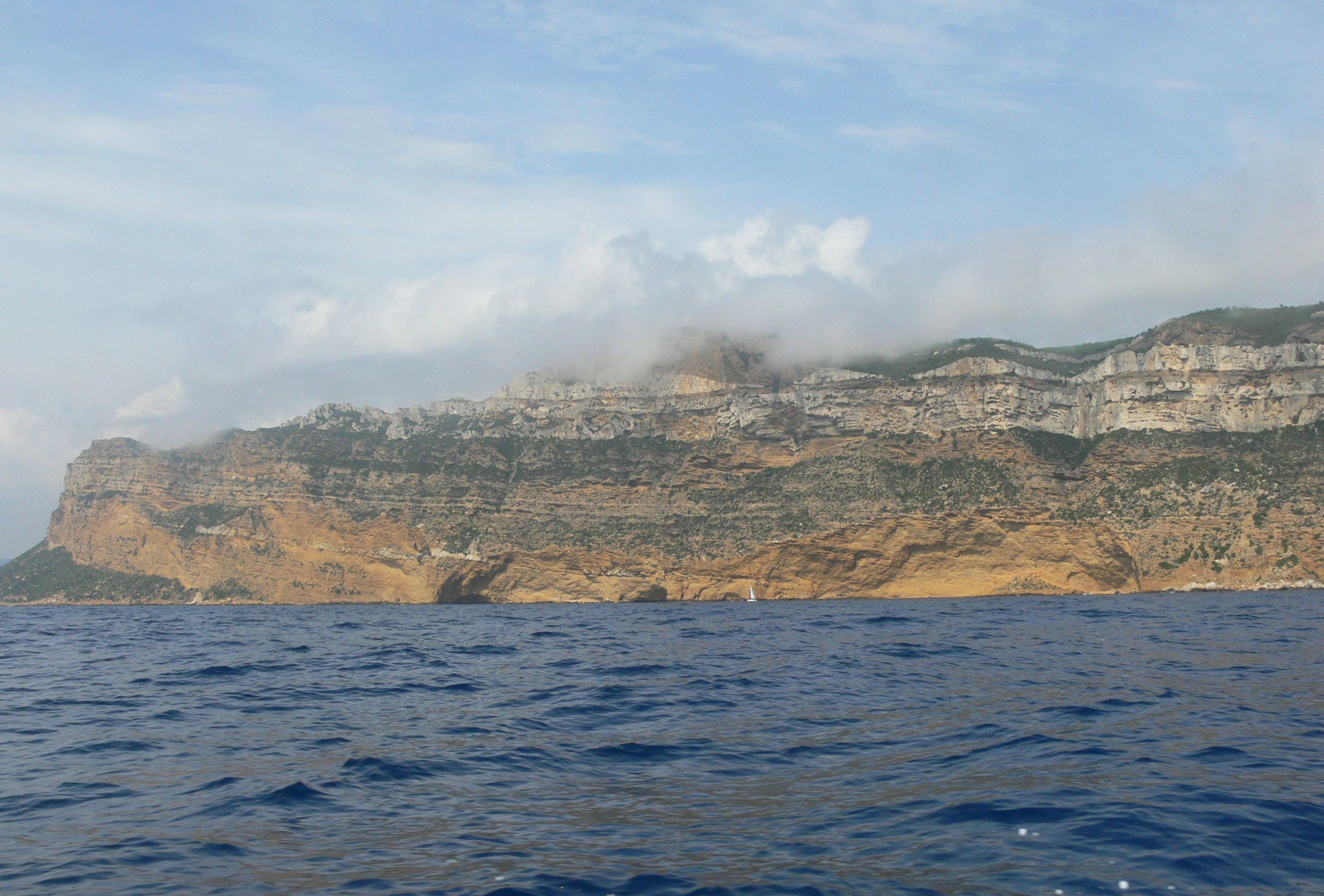
Cap Canaille et baie de Cassis.
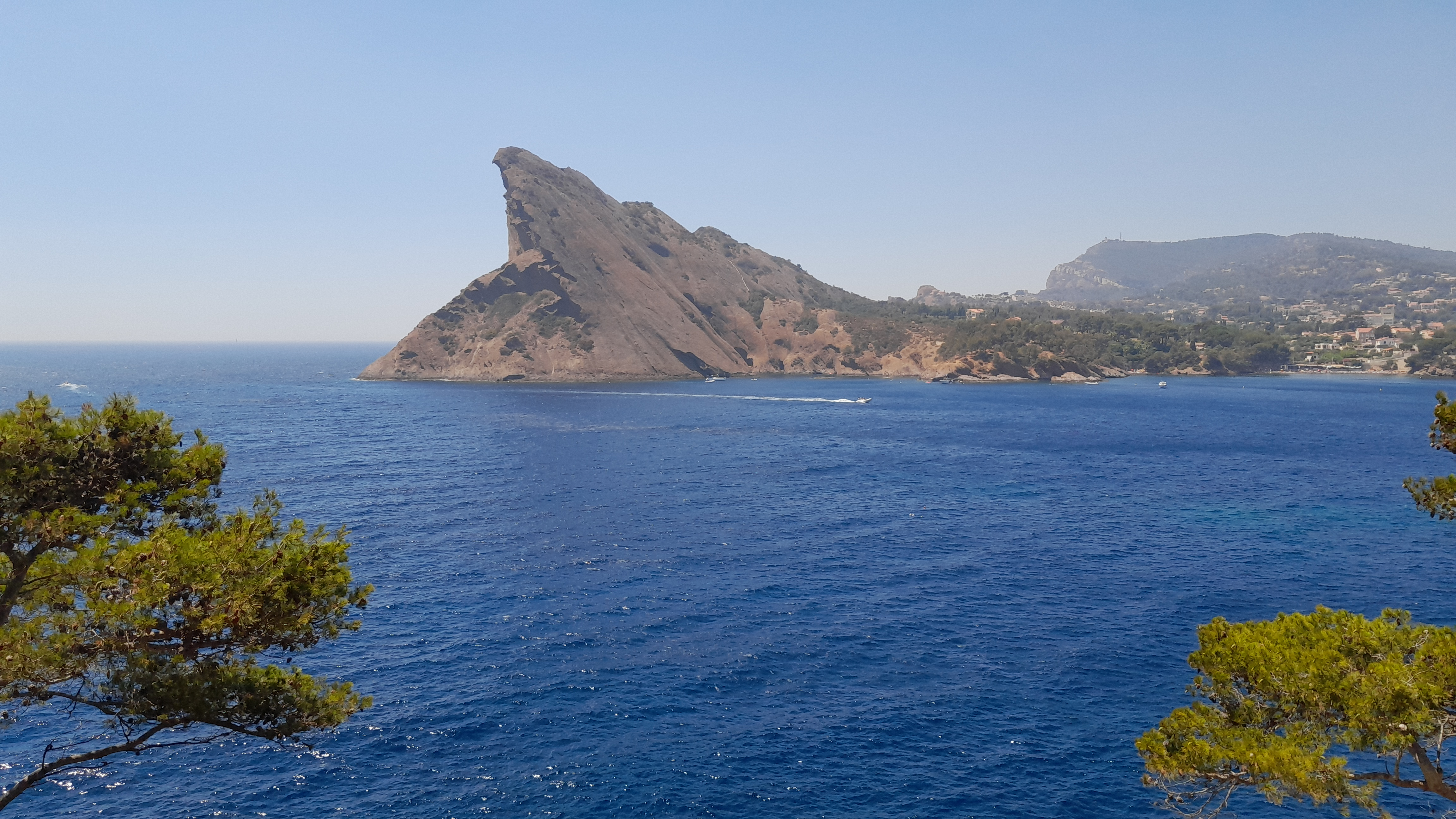
Bec de l'Aigle et baie de La Ciotat.

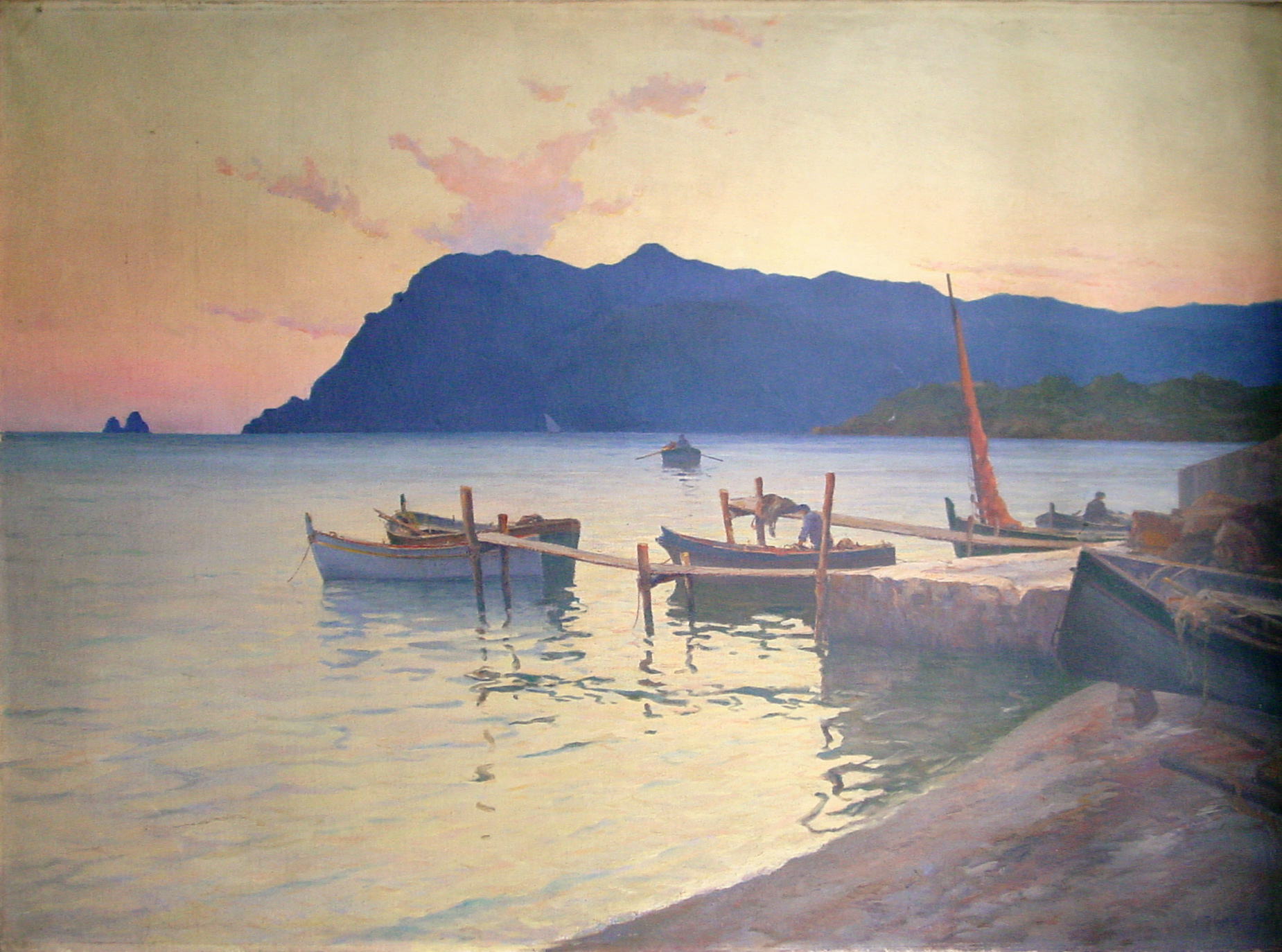
Pêcheurs et « pointus », avec le cap Sicié et les rochers des Deux Frères en ombres chinoises d'arrière-plan, tableau d'Eugène Dauphin : Coucher de soleil sur le cap Sicié (vers 1890)[6].
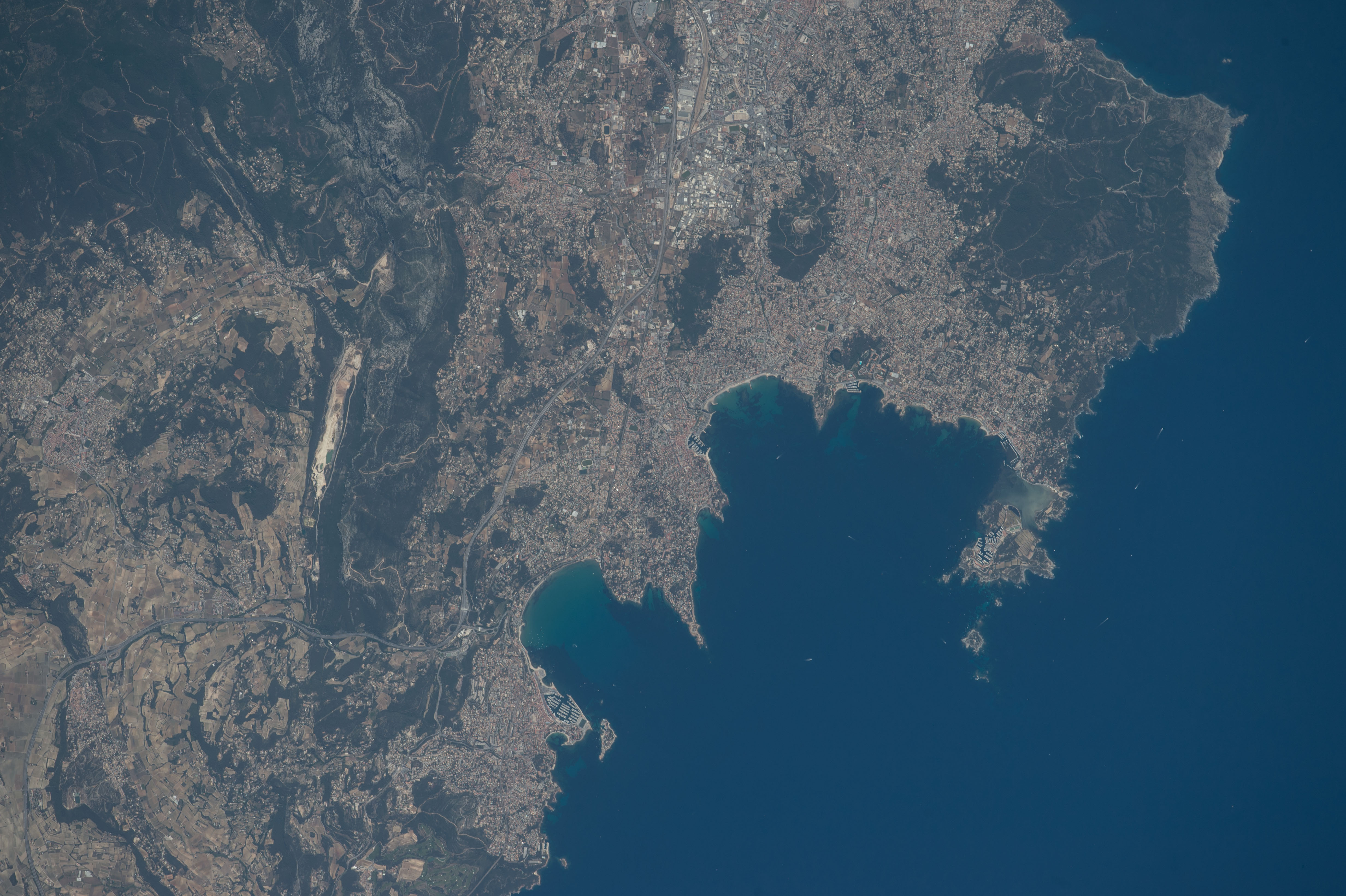
Vue satellitaire, de gche à dte : baie de Bandol puis baie de Sanary (séparées par la pointe de la Cride), puis cap Nègre, presqu'île du Brusc et archipel des Embiez. Le cap Sicié est en haut à droite de la photo (le nord est à gauche).
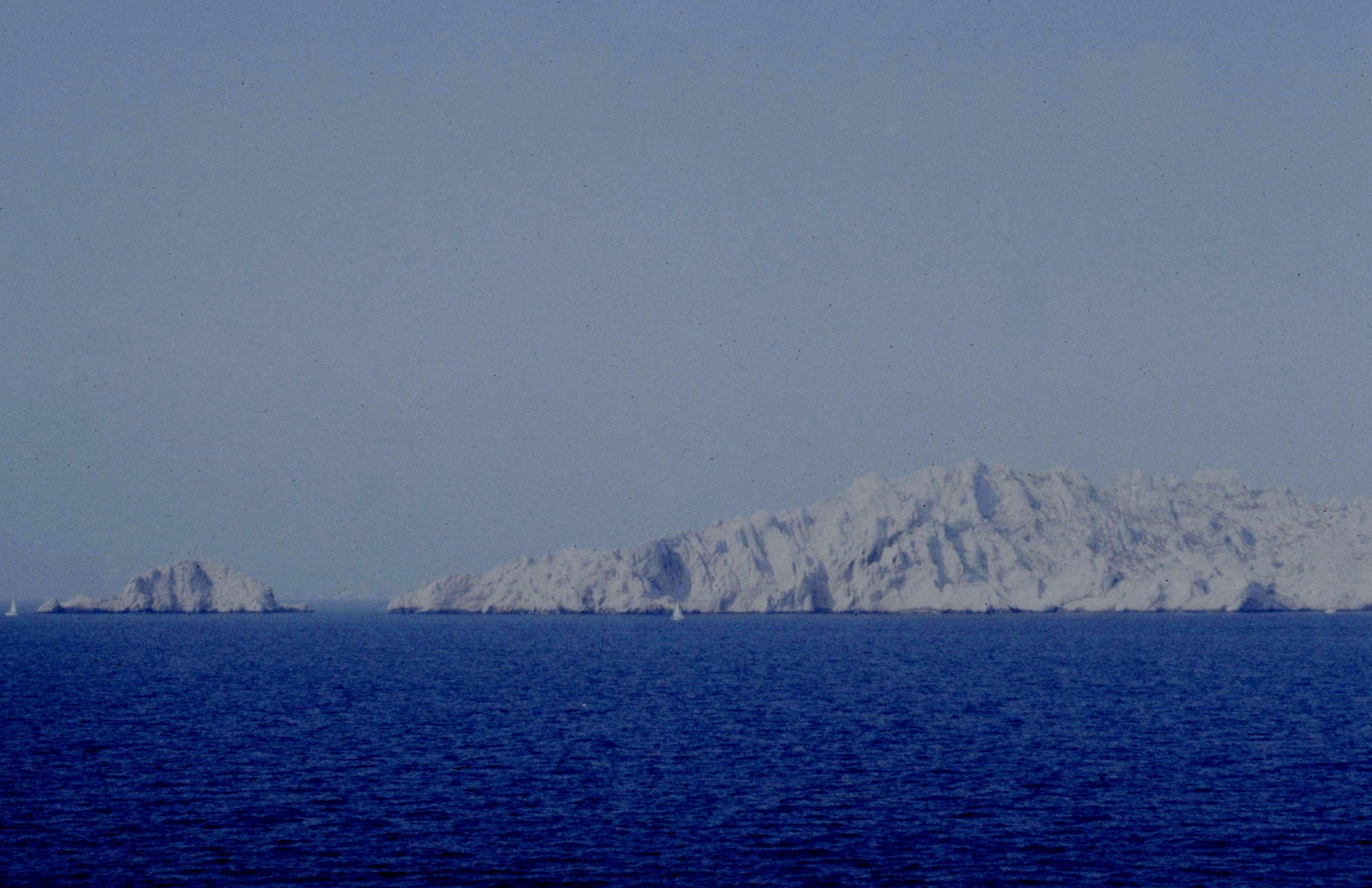
Pointe nord du cap Corse.